# Eduard Janota (poslanec Českého zemského sněmu)
Eduard Janota (16. března 1828 Sieniawa – 19. listopadu 1910 Smíchov ) byl rakouský a český lékárník a politik německé národnosti, v 2. polovině 19. století poslanec Českého zemského sněmu.

## Biografie
Narodil se 16. března 1828 (uváděno i 14. března 1828) v haličské Sieniawě. Vystudoval gymnázium a lékárnické vzdělání v Praze, kde od roku 1849 působil jako magistr farmacie. Později dlouhodobě působil jako lékárník ve Falknově. V letech 1865–1873 byl starostou Falknova a i potom po dlouhý čas byl členem obecního zastupitelstva. Předsedal lékárnickému sdružení a byl též předsedou okresního zemědělského spolku ve Falknově.
Již v 60. letech 19. století se zapojil do zemské politiky. V roce 1866 byl zvolen do Českého zemského sněmu v kurii venkovských obcí (volební obvod Kraslice, Nejdek). V řádných volbách v roce 1872 byl zvolen do sněmu za kurii venkovských obcí v obvodu Falknov, Kynžvart. Pak zde nepřetržitě zasedal až do poloviny 80. let 19. století a byl členem četných sněmovních komisí. Mandát za týž obvod obhájil i ve volbách v roce 1878 a volbách v roce 1883. V prosinci 1886 odešel spolu s ostatními německými poslanci ze sněmu na protest proti státoprávnímu postavení německého etnika v rámci Čech, a jeho mandát tak byl v lednu 1887 prohlášen za zaniklý. V doplňovacích volbách v září 1887 byl ovšem manifestačně opětovně do sněmu zvolen. Uvádí se jako člen takzvané Ústavní strany (liberálně a centralisticky orientovaná, odmítající federalistické aspirace neněmeckých etnik).
V závěru života bydlel na Smíchově, kde také zemřel v listopadu 1910. Tělo bylo převezeno vlakem do Falknova, kde byl pohřben.